# North Island (Aleuten)
North Island, auch Chihngax genannt, ist eine kleine unbewohnte Insel der Andreanof Islands, die zu den Aleuten 
gehören. Die etwa 1,3 km lange und 62 m hohe Insel liegt in der Bay of Islands im Nordwesten von Adak Island, 500 Meter vor der Küste.